# Josette Trat
Josette Trat, née le 21 février 1948 à Paris, est une sociologue et une militante féministe française[source insuffisante].

## Biographie
Josette Trat est née le 21 février 1948 à Paris. Elle a une sœur ainée et une jumelle, son père a été déporté dans les îles Anglo-Normandes et sa grand-mère est morte à Auschwitz. Après avoir suivi des études de sociologie à la Sorbonne en 1966, elle milite à la Jeunesse communiste révolutionnaire (ancêtre de la Ligue communiste puis de la LCR), puis avec sa sœur jumelle à l'UNEF ainsi que contre la guerre du Vietnam.
Elle est membre fondatrice des Cahiers du féminisme, revue publiée par la Ligue communiste révolutionnaire (LCR) publiés entre 1977 et 1998.
Elle a enseigné à l'Université Paris 8 Vincennes à Saint-Denis de 1986 à 2008 (environ).
Elle fait partie des cadres politiques du Nouveau Parti anticapitaliste (NPA)[réf. nécessaire].